# P.K. Raja Sandow
P.K. Nagalingam, znany lepiej jako P.K. Raja Sandow (ur. 1894 w Pudukkottai, zm. 1943 w Coimbatore) – indyjski aktor, reżyser i producent filmowy.

## Życiorys
Urodził się w Pudukkottai, jako P.K. Nagalingam. Rozpoznawalność zyskał pod przyjętym pseudonimem. Trenował gimnastykę, karierę filmową rozpoczął jako kaskader w ówczesnym Bombaju. Jego pseudonim wynikał z fizycznego podobieństwa do jednego z pierwszych współczesnych kulturystów, Niemca Eugena Sandowa. Zdobył rozpoznawalność w filmach kina niemego, takich jak Veer Bhemsen (1923) czy The Telephone Girl (1926). Zatrudniony następnie w jednej z bombajskich wytwórni filmowych, jako etatowy reżyser. Jego debiutem reżyserskim był obraz Sneh Jyoti (1928). W kolejnych latach powrócił na południe subkontynentu, w zamieszkane głównie przez Tamilów strony rodzinne. W owym okresie wyreżyserował a także zagrał w szeregu produkcji kina niemego. Wiele z nich poruszało tematykę społeczną, wzywało również do głębokich reform. Wskazuje się tu na filmy takie jak Peyum Pennum (1930), Nandhanar (1930), Anandai Penn (1931), Pride of Hindustan (1931) czy wreszcie Sathi Usha Sundari (1931). Wraz z początkiem kina dźwiękowego powrócił do Bombaju. Często występował wówczas w filmach z aktorkami takimi jak Gohar czy Sulochana. Między 1932 a 1935 występował ponownie w filmach tak w języku hindi jak i w języku tamilskim. W 1935 powrócił do Madrasu, wyreżyserował też swój pierwszy dźwiękowy film tamilski, Menaka. Reżyserował oraz grał w filmach aż do swojej przedwczesnej śmierci. Niektóre z jego filmów z tego okresu to Vasantha Sena (1936), Chalak Chor (1936), Chandra Kantha (1936), Vishnuleela (1938), Thiruneelakandar (1939) czy Choodamani (1941). Ostatnim filmem przy którym pracował był Sivakavi (1943).
Wywarł znaczny wpływ na wciąż kształtujący się i młody tamilski przemysł filmowy. Jako pierwszy wprowadził do tamilskich produkcji pocałunki, jak również sceny taneczne o sugestywnym, często seksualnym wydźwięku. Odszedł od przetwarzania na ekranie tematyki mitologicznej, skłaniając się raczej ku kwestiom istotnym społecznie. Jako pierwszy zekranizował również tamilską powieść.
Zmarł na skutek zawału mięśnia sercowego w Coimbatore.  